# (612350) 2002 GP32
(612350) 2002 GP32, também escrito como (612350) 2002 GP32, é um corpo menor que está localizado no disco disperso, uma região do Sistema Solar. Este corpo celeste está em uma ressonância orbital de 2:5 com o planeta Netuno. Ele possui uma magnitude absoluta de 6,9 e tem um diâmetro estimado com cerca de 183 quilômetros.

## Descoberta
(612350) 2002 GP32 foi descoberto no dia 6 de abril de 2002 pelo astrônomo Marc W. Buie.

## Órbita
A órbita de (612350) 2002 GP32 tem uma excentricidade de 0,424 e possui um semieixo maior de 55,562 UA. O seu periélio leva o mesmo a uma distância de 32,000 UA em relação ao Sol e seu afélio a 79,124 UA.